# 向行
向行（?—?），子姓，向氏，名胜，春秋时期宋国大夫。向宁的族人，亲近宋元公。
宋元公不讲信用、私心很多，讨厌华氏的华定、华亥和向氏的向宁。华亥假装有病，引诱公子们去探病，就扣押的公子。前522年夏季六月初九，公子寅、公子御戎、公子朱、公子固、公孙援、公孙丁被杀，向胜、向行被囚禁在谷仓里。